# Montjòus
Montjòus (en francès Montjaux) és un municipi francès situat al departament de l'Avairon i a la regió d'Occitània.

## Demografia
| 1962                                       | 1968 | 1975 | 1982 | 1990 | 1999 | 2006 |
| ------------------------------------------ | ---- | ---- | ---- | ---- | ---- | ---- |
| 414                                        | 501  | 444  | 423  | 382  | 388  | 392  |
| Des de 1962: població sense dobles comptes |      |      |      |      |      |      |

## Administració
| Període   | Identitat            | Partit |
| --------- | -------------------- | ------ |
| 1995-2001 | Armand Vernhettes    | PRG    |
| 2001-     | Jean-Claude Fournier |        |